# Vitus K. György
Vitus K. György (álnevei: Károly György, Körtesi György; Marosvásárhely, 1952. június 22.–) erdélyi magyar költő, elbeszélő.

## Életútja
Középiskoláit szülővárosában, a Papiu Ilarian Líceumban végezte (1972). Előbb (1976–81) az OGYI jegyzetkiadójában, majd a városi közüzemek sokszorosító üzemében dolgozott.
Első verseit 1972-ben a marosvásárhelyi Szentgyörgyi István Színművészeti Főiskola diáklapja, a Thália közölte. 1980-tól az Igaz Szó irodalmi körének vezetőségi tagja. További versei, rövid prózai írásai jelentek meg az Igazság Szőcs Géza szerkesztette Fellegvár c. irodalmi mellékletében, az Alapművelet c. antológiában (Bukarest, 1985), az Ifjúmunkás, Utunk, Új Élet, 1990 után a Látó, Aréna, Múzsa hasábjain.

## Kötetei
- Átszállóállomás (versek, Bukarest, 1985, Forrás sorozat)
- Névtelen névnap (versek, Marosvásárhely, 1997)